# Opération Héraclès
L'opération Héraclès est une opération militaire de la Marine nationale française qui s'est déroulée en 2001, durant la guerre en Afghanistan contre les talibans, pour appuyer la lutte contre le terrorisme dans cette région.

## Déroulement de la mission

### Moyens militaires présents

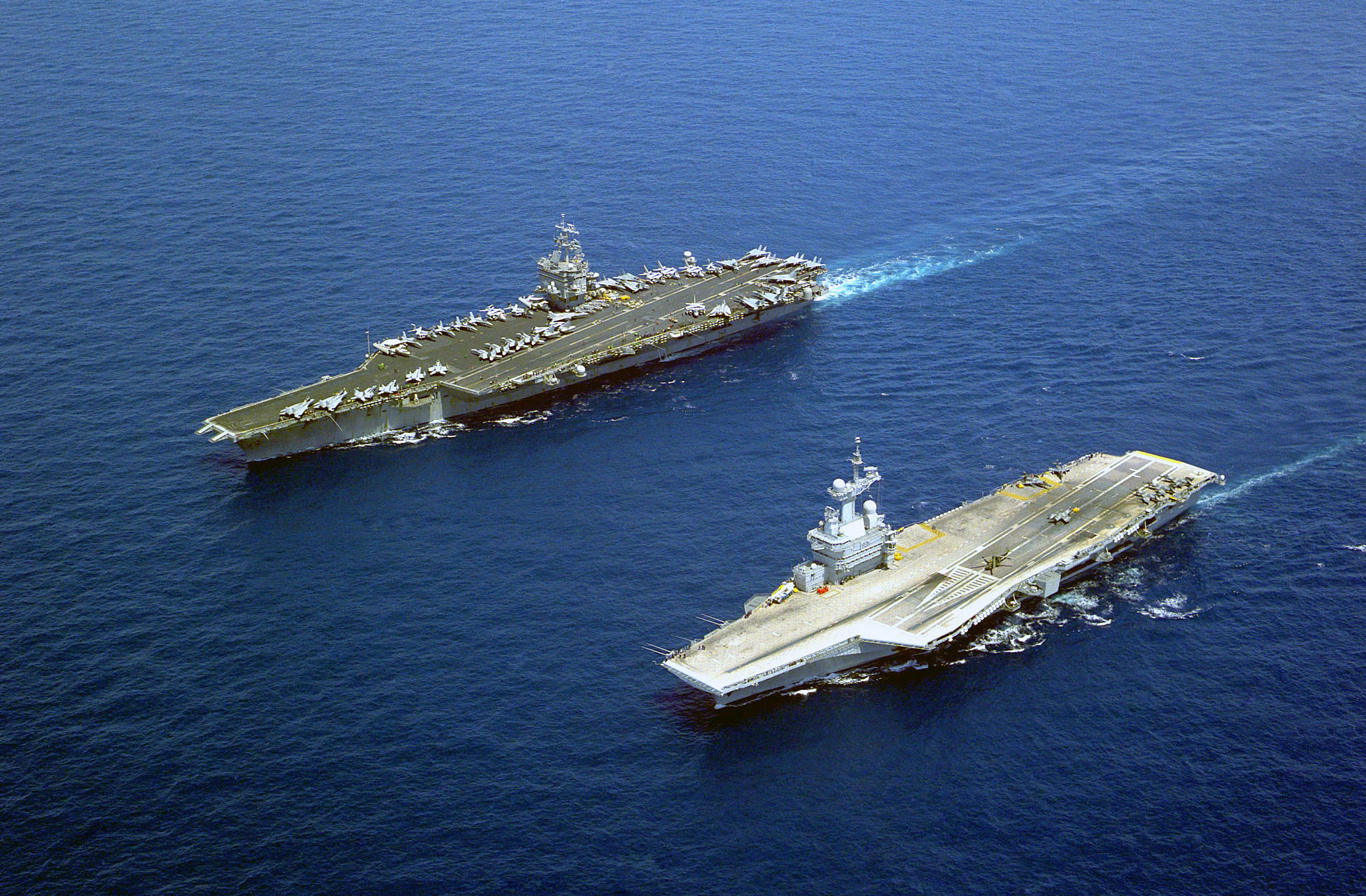
(à gauche), le premier porte-avions à propulsion nucléaire, et le Charles de Gaulle (à droite)

Le 21 novembre 2001, la France décide d'envoyer la Task force 473 dans l'océan Indien en soutien de l'Opération Enduring Freedom. La task force était constituée de 2 900 hommes sous le commandement du contre-amiral François Cluzel. Le groupe était composé du porte-avions Charles de Gaulle, des frégates La Motte-Picquet, Jean de Vienne, Latouche-Tréville, Jean Bart, du sous-marin nucléaire Rubis, du pétrolier Meuse et d'un aviso de la classe d'Estienne d'Orves.
La force aérienne était composée de quatorze Dassault Super-Étendard, deux Grumman E-2 Hawkeye, neuf Rafale et plusieurs hélicoptères. Les Dassault Super-Étendard ont effectué leurs premières missions au-dessus de l'Afghanistan le 19 décembre 2001, ayant pour exécution la reconnaissance et les missions de bombardement, couvrant plus de 3 000 km. Dans l'ensemble ils ont effectué 140 missions, soit en moyenne 12 missions par jour.

### Opération
Le 18 février 2002, un satellite d'observation nommé Hélios 1B repère des activités anormales près de Gardez. Le lendemain, après que les forces spéciales américaines dans la région ont confirmé ces observations, le porte-avions Charles de Gaulle lance deux Dassault Super-Étendard. Le 20 février 2002, les forces de la coalition entrent dans la vallée et l'opération Anaconda commence début mars.
En mars, les Dassault Super-Étendard et les six Mirage 2000 effectuent des frappes aériennes contre des cibles prétendues être membres de Al-Qaïda. Quelques objectifs suggérés par les forces américaines se voient refusés par crainte de toucher des civils. Néanmoins, la participation française est complimentée le 11 mars 2002 par le président américain George W. Bush, qui parle de « notre fidèle alliée, la France, qui a déployé un quart de sa marine de guerre dans l'opération Enduring Freedom ».
À ce stade, le complément de l'armée de l'air française avait été augmenté à 16 Dassault Super-Étendard, à 6 Mirage 2000, à 5 Rafale, 2 Hawkeye et deux AWACS.
Le 2 mai, le Charles de Gaulle arrive à Singapour et retourne à Oman le 18 mai.

## Sources